# Кристална нощ
Кристалната нощ (на немски: Kristallnacht) е антиеврейски погром в Германия и Австрия в нощта на 9 срещу 10 ноември 1938 година.
Погромът е организиран от Щурмабтайлунг (SA), паравоенната организация на управляващата Националсоциалистическа германска работническа партия, по инициатива на нейния водач Адолф Хитлер. Разграбени и опожарени са 191 синагоги (от които 76 са напълно унищожени) и 815 магазина, принадлежали на евреи. 30 000 евреи са арестувани и изпратени в концлагери, а 40 души са убити.

## История
През 20-те години на ХХ век повечето немски евреи са напълно интегрирани в германското общество като немски граждани. Те служат в германската армия и флота и допринасят за всяка област на германския бизнес, науката и културата. Условията за евреите започват да се променят след назначаването на Адолф Хитлер (лидерът на Националсоциалистическата германска работническа партия, родом от Австрия) като канцлер на Германия на 30 януари 1933 г. Още от самото начало режимът на Хитлер действа бързо, за да въведе антиеврейска политика. Нацистката пропаганда изтъква 500 000 евреи в Германия, които представляват само 0,86% от цялото население, като враг, който е отговорен за поражението на Германската империя през Първата световна война и за последвалите ѝ икономически бедствия като хиперинфлацията от 1921-1923 година. От 1933 г. германското правителство приема редица антиеврейски закони, които ограничават правата на евреите да изкарват прехраната си, да се ползват с пълно гражданство и да получат образование, включително Закона за възстановяване на професионалната държавна служба от 7 април 1933 г., който забранява на евреите да работят на държавна служба. Нюрнбергските закони от 1935 г. взимат на евреите гражданството и им забраняват да сключват брак с етнически германци.
Тези закони изключват евреите от германския социален и политически живот. Много от тях търсят убежище в чужбина; стотици хиляди емигрират, но както пише Чайм Уизман през 1936 г.: „Светът изглежда е разделен на две части – местата, където евреите не могат да живеят, и тези, в които не могат да влязат.“ Международна конференция в Евиан на 6 юли 1938 г. разглежда въпроса за имиграцията на евреи и цигани в други страни. По време на конференцията вече повече от 250 000 евреи са избягали от Нацистка Германия и Австрия, която е анексирана от Германия през март 1938 г. Повече от 300 000 германски и австрийски евреи продължават да търсят убежище и спасение от потисничеството. Тъй като броят на евреите и циганите, които искат да емигрират се увеличава, ограниченията срещу тях нарастват, като много страни затягат правилата си за приемане. До 1938 г. Германия „е навлязла в нова радикална фаза на антисемитска дейност“. Някои историци смятат, че нацисткото правителство планира насилие срещу евреите и чака подходяща провокация. Има данни за такива планове, датиращи от 1937 г.
В едно интервю от 1997 г. германският историк Ханс Момсън твърди, че основен мотив за погрома е желанието на НСДАП да заграби еврейските имоти и бизнес.

### Експулсиране на полските евреи в Германия
През август 1938 г. германските власти съобщават, че разрешенията за пребиваване за чужденци се анулират и ще трябва да бъдат подновени. Това включва родените в Германия евреи от чуждестранен произход. Полша заявява, че няма да приеме евреи с полски произход след края на октомври. В т. нар. „Polenaktion“ повече от 12 000 евреи, сред които философът и равин теолог Абрахам Джошу Хешел и бъдещият литературен критик Марсел Райх-Ранички, са експулсирани от Германия на 28 октомври 1938 г. по заповед на Хитлер.
Депортираните са отведени от домовете си до железопътни гари и допуснати на влакове до полската граница, където полските граничари ги връщат обратно в Германия. Тази безизходица продължава няколко дни в дъждовния период, а евреите се лутат без храна и подслон между границите. Четири хиляди получават разрешение за влизане в Полша, но останалите 8000 са принудени да останат на границата. Те чакат там в сурови условия, за да могат да влязат в Полша.

### Стрелба по фон Рат
Сред изгонените е и семейството на Сендел и Рива Гриншпан, полски евреи, които са емигрирали в Германия през 1911 г. и се заселили в Хановер. По време на процеса срещу Адолф Айхман през 1961 г. Сендел Гриншпан разказва за събитията от депортацията си от Хановер в нощта на 27 октомври 1938 г.: „Тогава те ни отведоха с полицейски камиони, в камиони за затворници, около 20 души във всеки камион, и ни отведоха до жп гарата, улиците бяха пълни с хора, които викаха: Juden raus! Auf nach Palästina!“ („Евреите вън! Марш в Палестина!“). Техният седемнадесетгодишен син Хершел Гриншпан живее в Париж с чичо си. Хершел получава от семейството си пощенска картичка от полската граница, описваща експулсирането на семейството: „Никой не ни каза какво става, но осъзнахме, че това ще бъде краят... Нямаме нито стотинка. Ще ни изпратиш ли нещо?“ Той получава пощенската картичка на 3 ноември 1938 г.
На сутринта, в понеделник 7 ноември 1938 г., той купува револвер и кутия патрони, след което отива в германското посолство и иска да види служител в посолството. След като е отведен в кабинета на Ернст фон Рат, Гриншпан изстрелва пет куршума по фон Рат, два от които го улучват в корема. Той е професионален дипломат в Министерството на външните работи, който изразява съпротива срещу нацистите, до голяма степен основана на нацисткото отношение към евреите, и е разследван от Гестапо, че е политически ненадежден. Гриншпан не се опитва да избяга от френската полиция и се признава за виновен за стрелбата. В джоба си той носи пощенска картичка до родителите си със съобщението: „Нека Бог да ми прости... Трябва да протестирам, за да се чуе протестът ми от целия свят, и аз ще го направя“. Предполага се, че убийството е политически мотивирано, но историкът Ханс-Юрген Дьошер казва, че стрелбата може да е свързана с хомосексуална любовна афера. Гриншпан и фон Рат стават интимни, след като се запознават в „Le Boeuf sur le Toit“, което е популярно място за срещи на гей мъже по онова време.
На следващия ден германското правителство отвръща, като забранява на еврейските деца да посещават германските държавни начални училища, спира еврейските културни дейности и публикуването на еврейски вестници и списания, включително трите национални германски еврейски вестника.

## Погром

### Смъртта на фон Рат
Ернст фон Рат умира от раните си на 9 ноември 1938 г. Новината за смъртта му достига до Хитлер вечерта, когато той е с няколко ключови членове на нацистката партия на вечеря, отбелязваща Бирения пуч от 1923 г. След разпалени дискусии, Хитлер напуска внезапно събранието, без да направи обичайната си реч. Министърът на пропагандата Йозеф Гьобелс изнася речта вместо него и казва, че „Фюрерът реши, че... демонстрациите не трябва да се подготвят или организират от партията, но ако те избухват спонтанно, то не трябва да бъдат възпрепятствани.“ Главният съдия на партията Валтер Буч по-късно заявява, че посланието е ясно: с тези думи, Гьобелс е заповядал на партийните лидери да организират погром.
Някои от водещите партийни чиновници не са съгласни с действията на Гьобелс, страхувайки се от дипломатическата криза, която би предизвикало това. Хайнрих Химлер пише: „Предполагам, че това е мегаломанията на Гьобелс... и глупостта, която е отговорна за стартирането на тази операция сега, в особено трудна дипломатическа ситуация“. Гьобелс се нуждае от възможността да подобри позицията си в очите на Хитлер. В 01:20 часа на 10 ноември 1938 г. Райнхард Хайдрих изпраща спешна телеграма до Полицията по сигурността (SiPo) и Щурмабтайлунг (СА), съдържаща инструкции за погромите. Това включва насоки за защита на чужденци и нееврейски бизнес и собственост. Полицията е инструктирана да не се намесва в погромите, освен ако не са нарушени насоките. Полицията е също така инструктирана да конфискува еврейските архиви от синагоги и обществени служби и да арестува и задържа „здрави мъже евреи, които не са твърде стари“, за евентуално прехвърляне в трудови концентрационни лагери.

### Последици
Вътрешните помещения на около 7500 еврейски магазина и бизнес са разбити, много улици са били покрити с парчета стъкла от изпочупени витрини, оттук идва и наименованието Kristallnacht (Кристална нощ). Еврейски домове са претърсени из цяла Германия. Въпреки че насилието срещу евреите не е оправдано от властите, има случаи на бити или нападнати евреи.
Над 1400 синагоги и молитвени стаи, много еврейски гробища, повече от 7000 еврейски магазини и 29 универсални магазини са потрошени и в много случаи унищожени. Повече от 30 000 евреи са арестувани и отведени в концентрационни лагери: предимно Дахау, Бухенвалд и Саксенхаузен.
Синагогите, които са на няколко века, също стават жертва на значително насилие и вандализъм. Надписите са изкъртени, а гробовете изпочупени. Изгорени са молитвени книги, свитъци, произведения на изкуството и философски текстове, а скъпоценните сгради са изгорени или разбити до неузнаваемост.

## Кристалната нощ като повратна точка
Кристалната нощ променя характера на преследването от икономически, политически и социален характер до физически с побои, задържане и убийства. Събитието често се нарича начало на Холокоста. По думите на историка Макс Рейн, през 1988 г. „Кристалната нощ дойде... и всичко се промени“.
Когато ноември 1938 г. ясно обявява „окончателното решение“, той предвещава геноцид. Около времето на Кристалната нощ вестникът на SS Das Schwarze Korps, призовава за „унищожение с мечове и пламъци“. На конференция в деня след погрома Херман Гьоринг заявява: „Еврейският проблем ще достигне до решението си, ако във всеки един момент скоро бъдем въвлечени във война извън нашата граница – тогава е очевидно, че ще трябва да се справим с евреите.“

## Галерия
- Изгорена синагога в Мюнхен
- Изгорена синагога в Айзенах